# Claudi Víctor
Claudi Víctor (en llatí Claudius Victor) va ser un cap batau, nebot de Juli Civilis, que va viure al segle i.
Va servir a les ordes del seu oncle, durant la gran revolta dels bataus de l'any 69 i any 70. Va ser enviat al front d'un contingent, juntament amb un altre cap de nom Juli Màxim, en contra de Vòcula.